# Santa Ana Indijanci
Santa Ana Indijanci (Tamayame), pleme američkih Indijanaca u dolini rijeke Rio Grande u Novom Meksiku, naseljeni danas u istoimenom pueblu oko 16 milja sjeverno od grada Albuquerque. Sami sebe oni u keresan jeziku nazivaju Tamayame ili  'the people of Tamaya' , a u ovom kraju žive najmanje od 1500.-tih godina. Lokacija njihovog izvornog puebla nije poznata, a sadašnji su podigli oko 1700.-te godine.
Santa Ana Indijanci pripadaju kulturi puebla, stalnonaseljenim Indijancima koji žive u nastambama od adoba (ćerpiča) i bave se uzgojem kukuruza. Španjolci koji su u ovaj kraj pristigli u 17. stoljeću njihov pueblo su nazvali Santa Ana Pueblo, dok su ga Indijanci zvali Tamaya. Crkvica Santa Ana de Alamillo koja se nalazi u pueblu utemeljena je 1692. Godišnju fiestu i plesove Green Corn Dance (=Ples zelenog kukuruza) godišnje održavaju 26 .srpnja.

## Vanjske poveznice
- Santa Ana Pueblo